# Eufriesea opulenta
Eufriesea opulenta là một loài Hymenoptera trong họ Apidae. Loài này được Mocsáry mô tả khoa học năm 1908.